# Arctornis salebrosa
Arctornis salebrosa är en fjärilsart som beskrevs av Lambertus Johannes Toxopeus 1948. Arctornis salebrosa ingår i släktet Arctornis och familjen tofsspinnare. Inga underarter finns listade i Catalogue of Life.